# Blästatjärnen
Blästatjärnen är en sjö i Hudiksvalls kommun i Hälsingland och ingår i Harmångersån-Delångersåns kustområde. Blästatjärnen avvattnas av Blästaån.